# Svetlana Bolshakova
Svetlana Bolshakova (Rusia, 14 de octubre de 1984) es una atleta belga de origen ruso, especialista en la prueba de triple salto en la que llegó a ser medallista de bronce europea en 2010.

## Carrera deportiva
En el Campeonato Europeo de Atletismo de 2010 ganó la medalla de bronce en el triple salto, con un salto de 14.55 metros que fue récord nacional belga, quedando en el podio tras la ucraniana Olha Saladukha y la italiana Simona La Mantia (plata con 14.56 metros).